# The Green Odyssey
The Green Odyssey este un roman american science fiction scris de Philip José Farmer. A fost prima carte publicată de Farmer, Romanul a apărut inițial la editura Ballantine în 1957. Spre deosebire de povestirile sale anterioare, această carte nu conține teme sexuale, deși următoarea sa carte Flesh a revenit la aceste motive. 
Romanul a apărut în fundalul primului episod din Zona crepusculară.

## Rezumat
The Green Odyssey  -- Odiseea lui Green  este o poveste de aventură, despre un astronaut pe nume Alan Green blocat pe o planetă primitivă, unde o ducesă crede că este gigolo și este căsătorit cu o femeie sclavă. După ce a auzit de alți doi astronauți blocați, el scapă de ducesă și pleacă cu o corabie pentru a-i găsi. Cu toate acestea, din cauza geografiei specifice a planetei, există o vastă câmpie, în loc de un ocean de traversat. Green folosește o navă echipată cu roți pentru a traversa câmpiile acestei lumi. 
După ce scapă de ducesă, este urmat de soția sa sclavă și de copiii ei (unul este al lui). Urmează mai multe peripeții standard: aventuri cu canibali, pirați, insule plutitoare (care se dovedesc a fi mașini uriașe de tuns iarba) și deus ex machina, o pisică neagră pe nume Lady Luck.

## Reacție și analiză
Floyd C. Gale a afirmat că The Green Odyssey părea „o opera spațială de rutină” și că Farmer „aproape face confuzii la final, dar nu este așa”. Alte recenzii au fost, de asemenea, mixte. Mulți au fost dezamăgiți de această nouă lucrare după ce Farmer a fost lăudat pe larg pentru povestirea sa „The Lovers”. În timp ce povestirea a fost considerată aproape universal ca fiind unică și excelent scrisă, The Green Odyssey a fost frecvent criticată pentru că este un clișeu și generică. De exemplu, autorul și criticul Damon Knight a spus în numărul din noiembrie 1957 al revistei Infinity că The Green Odyssey este o „copie superficială și generică, a unor lucrări ca Tarzan, Conan [...] și D-zeu mai știe care altele...”. Cu toate acestea,  retrospectiv, The Green Odyssey a fost probabil o pastișă deliberată a romanelor pulp, asemănătoare cu lucrarea de mai târziu a lui Farmer A Feast Unknown și, mai puțin, cu biografiile sale fictive Tarzan Alive și Doc Savage: His Apocalyptic Life. 

## Legături externe
- Odiseea verde pe  site-ul oficial al lui Farmer
- Recenzii despre Green pe site-ul oficial al lui Farmer
- The Green Odyssey la Proiectul Gutenberg
- The Green Odyssey carte audio din domeniul public la LibriVox

## Vezi și
- 1957 în științifico-fantastic